# Meigenia quiera
Meigenia quiera là một loài ruồi trong họ Tachinidae.